# Sphinx Motor Car Company
Sphinx Motor Car Company war ein US-amerikanischer Hersteller von Automobilen.

## Unternehmensgeschichte
H. R. Averill war sieben Jahre lang Verkaufsmanager für die Pullman Motor Car Company. Im April 1914 gab er den Posten auf. Danach suchte er Geldgeber für ein eigenes Autoprojekt. Im September 1914 gründete er das Unternehmen in York in Pennsylvania. Er bezog das Werk des ehemaligen Nutzfahrzeugherstellers Hart-Kraft Motor Company. Im gleichen Jahr begann die Produktion von Automobilen. Der Markenname lautete Sphinx. Konstrukteur war E. T. Gilliard.
Im Juli 1915 gab es Gerüchte einer Umfirmierung in DuPont Motor Car Company und der Einführung des Markennamens DuPont. Es ist unklar, ob es dazu kam. Jedenfalls wurden im Oktober 1915 die 1916er Modelle wieder als Sphinx angekündigt.
Bis Ende 1915 entstanden 123 Fahrzeuge und 1916 noch 228. Im Oktober 1916 endete die Produktion. In der Summe sind das 351 Fahrzeuge.
Die Bell Motor Car Company übernahm einen Teil des Werks.

## Fahrzeuge
Die Fahrzeuge von 1914 wurden bereits dem Modelljahr 1915 zugeordnet.
Die Fahrzeuge hatten einen Vierzylindermotor von Lycoming. 85,725 mm Bohrung und 127 mm Hub ergaben 2932 cm³ Hubraum. Der Motor war mit 18 PS eingestuft. Das Getriebe hatte drei Gänge. Das Fahrgestell hatte 284 cm Radstand. Zur Wahl standen Tourenwagen mit fünf Sitzen und Roadster mit zwei Sitzen.
1915 wurden die Fahrzeuge Model A-15 genannt und im Folgejahr Model B-16.

## Modellübersicht
| Jahr | Modell     | Zylinder | Leistung (PS) | Radstand (cm) | Aufbau                                  |
| ---- | ---------- | -------- | ------------- | ------------- | --------------------------------------- |
| 1915 | Model A-15 | 4        | 18            | 284           | Tourenwagen 5-sitzig, Roadster 2-sitzig |
| 1916 | Model B-16 | 4        | 18            | 284           | Tourenwagen 5-sitzig, Roadster 2-sitzig |